# Armoiries de l'Abkhazie
Le blason de l'Abkhazie, une province séparatiste de la Géorgie, fut adopté par le Soviet suprême de l'Abkhazie le 23 juillet 1992, après sa déclaration de sécession de la Géorgie (bien que celle-ci ne soit pas reconnue).
C'est un blason parti d'argent et de sinople, c'est-à-dire divisé verticalement en blanc et vert. On peut y voir les figures suivantes :
- à la base, une étoile à huit branches. La même étoile, plus petite, apparaît également dans les parties supérieures blanche et verte ;
- au centre du blason il y a un cavalier chevauchant un poulain mythique appelé Arash, et tirant une flèche, ici représentée par les étoiles. Ceci une scène de l'épopée héroïque Nartes.

Le vert symbolise la jeunesse et la vie, alors que le blanc symbolise la spiritualité. Les étoiles représentent le soleil, formant ainsi l'union entre l'orient et l'occident.